# Borevit

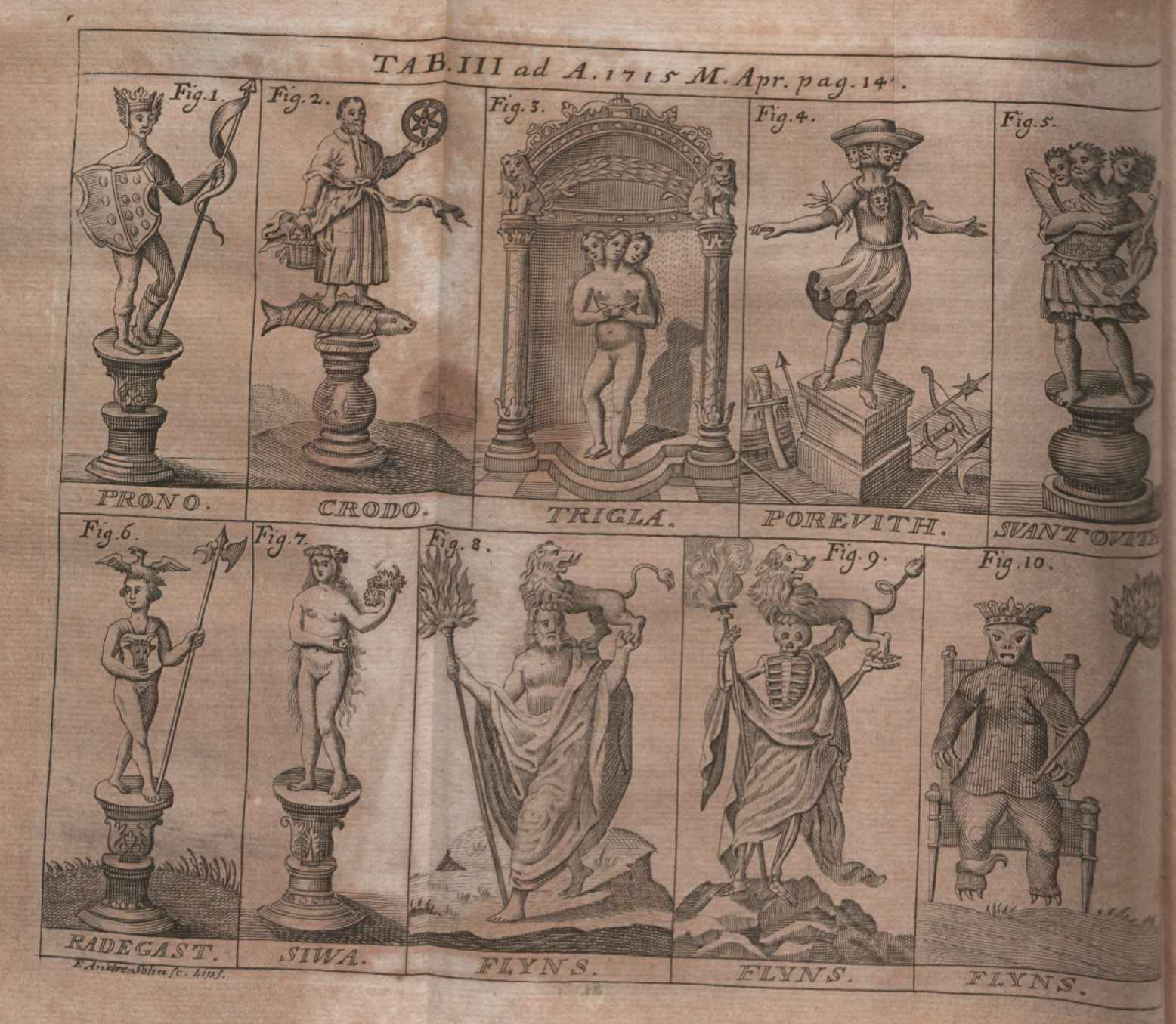
Ilustración

Borevit (Borewit, Porewit, Porenut) es el dios de los bosques en la mitología eslava. Es una figura similar al dios Pan de la mitología griega y al Fauno y Silvano de la mitología romana. 
Fue representado como una cabra o como un hombre barbudo. Por lo general, estaba equipado con cuernos de ciervo y grandes órganos genitales, símbolo de la fertilidad de la naturaleza. Cuidó de los viajeros que se perdían en los bosques y castigó a los que destruían los bosques con impunidad o maltrataban a los animales. Estos perdieron su camino a casa, fueron conducidos hacia marismas y pantanos o fueron afectados por troncos de árboles. Borevit tenía el poder de cambiar su altura para adaptarse a su entorno: pequeño junto a un hongo, alto e imponente junto a un árbol.
La etimología del nombre Borevit a veces se relaciona con la de las palabras barč (colmena) y bartnik (apicultor), figura que en algunas poblaciones desempeñaba una función similar a la del chamán. Según Czesław Białczyński, la hermana y esposa de Borevit era Leša, también conocida como Borana. En su honor, los antiguos eslavos horneaban un pan ritual llamado borys, elaborado con hierbas y plantas silvestres.
Con la llegada del cristianismo el dios Borevit fue identificado con Satanás o degradado al papel de demonio con el nombre de Boruta.
- Datos: Q2266787
- Multimedia: Porevit / Q2266787